# Fall Out Boy's Evening Out with Your Girlfriend
Fall Out Boy's Evening Out with Your Girlfriend er en mini-LP  fra det amerikanske alternative rockband Fall Out Boy der blev udgivet i 2002 gennem Uprising Records. I 2005 blev albummet genudgivet med endnu bedre lydkvalitet.

## Spor
1. "Honorable Mention" – 3:25
2. "Calm Before the Storm" – 4:41
3. "Switchblades and Infidelity" – 3:14
4. "Pretty in Punk" – 3:35
5. "Growing Up" – 2:48
6. "The World's Not Waiting (For Five Tired Boys in a Broken Down Van)" – 2:38
7. "Short, Fast and Loud" – 2:18
8. "Moving Pictures" – 3:28
9. "Parker Lewis Can't Lose (But I'm Gonna Give It My Best Shot)" – 3:18